# St. Ottilien (Freiburg im Breisgau)

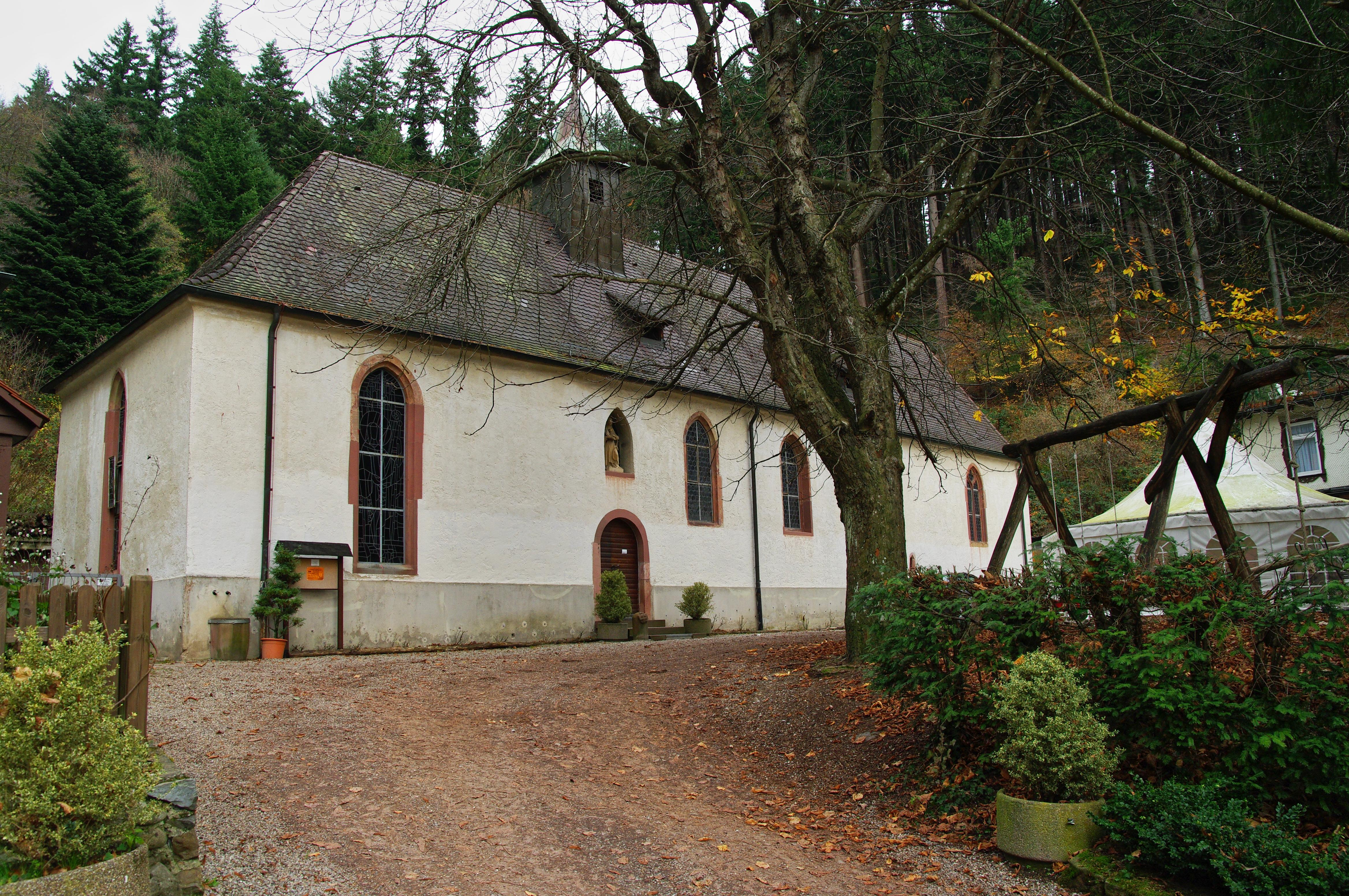
Freiburg, St. Ottilien

St. Ottilien ist ein Waldheiligtum auf dem Gebiet des Stadtteils Waldsee der Stadt Freiburg im Breisgau. Es liegt in 480 m Höhe auf einer Waldlichtung im oberen St.-Ottilien-Dobel des Freiburger Stadtwalds, südlich des Roßkopfs, und ist eines der ältesten Wallfahrtsziele Deutschlands.
Die Kapelle ist der Hl. Odilia geweiht. Die heilige Odilia wird meistens mit  Äbtissinenstab und einem Buch, auf dem zwei oder drei Augen liegen, abgebildet, Hinweis darauf, dass sie blind geboren wurde und bei Augenleiden helfen soll. Die Kirche wurde ursprünglich neben einer Quelle errichtet, deren radonhaltigem Wasser Linderung bei Augenleiden zugesprochen wird.

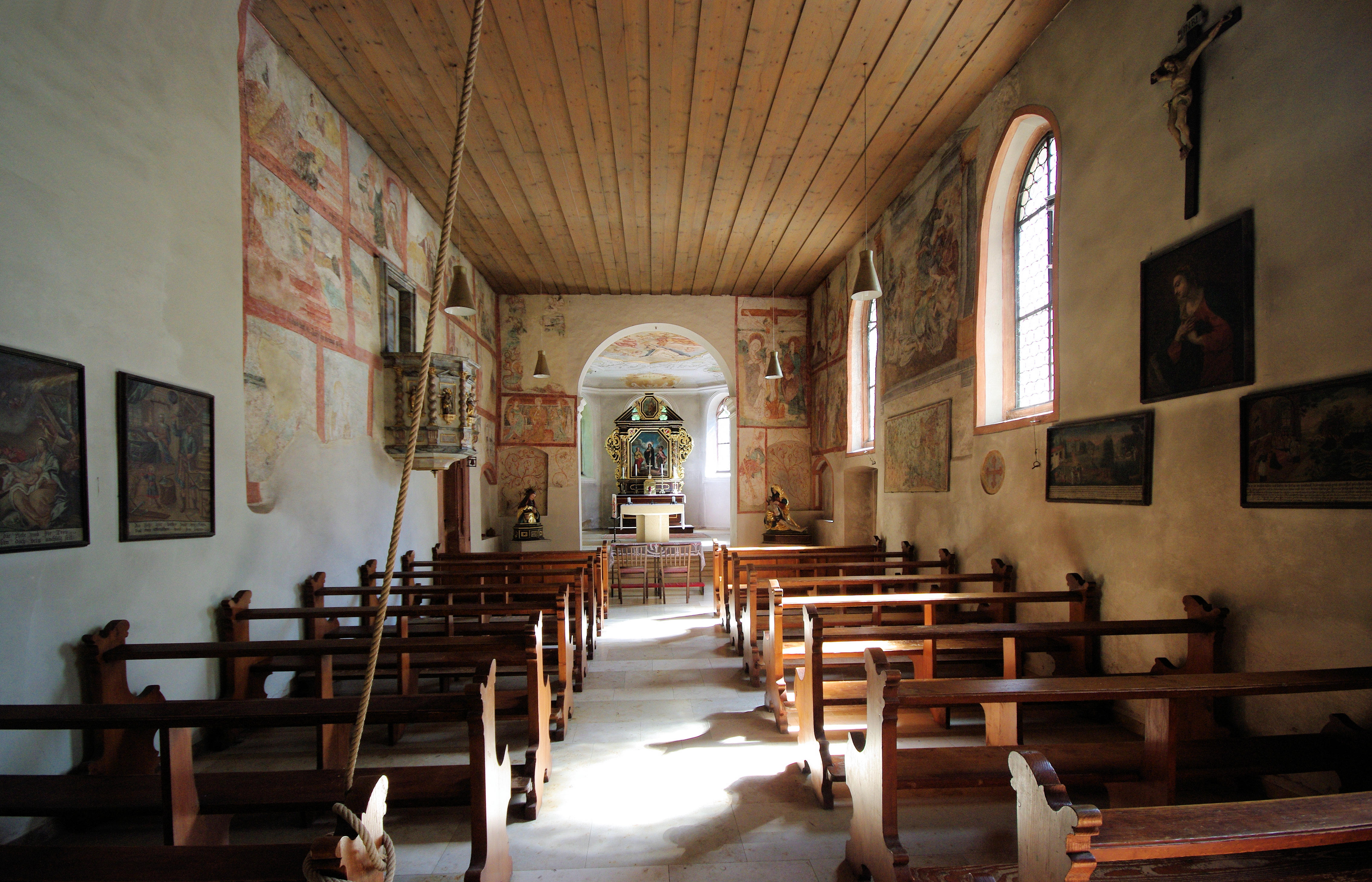
Inneres der Kapelle

Das Gelände wurde 1885 durch einen vom Kanonenplatz auf dem Schlossberg kommenden Fahrweg (autofrei) angebunden, eine weitere Anbindung besteht seit 1903 über einen Fußweg, der etwas tiefer parallel zum Fahrweg verläuft. Ebenso ist es auf einer Fahrstraße zu erreichen, die östlich der Kartaus von der Kartäuserstraße abzweigt. Ein Kreuzweg mit acht Kreuzwegkapellen, Stationenweg genannt, zweigt im unteren Bereich von dieser Fahrstraße ab und führt durch den St.-Ottilien-Dobel steil zur Wallfahrtskapelle und zum Gasthaus.

## Geschichte

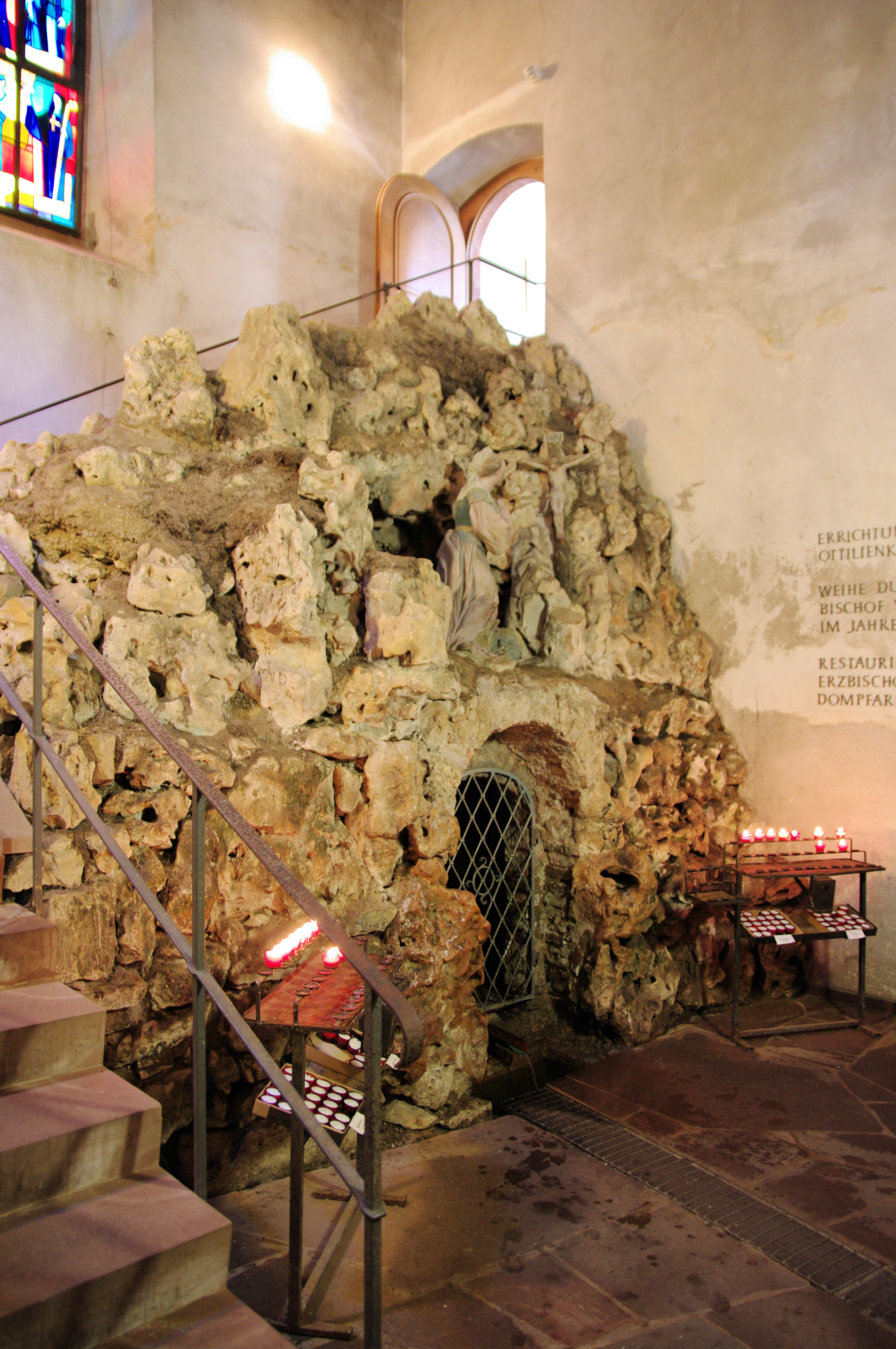
Odilienquelle in der Kapelle

Die Ursprünge der Wallfahrt liegen zwischen dem 7. und 13. Jahrhundert; sie erreichte im 16. Jahrhundert einen Höhepunkt. Schriftlich dokumentiert ist der Wallfahrtsort erstmals in einer Urkunde aus dem Jahr 1428 (aufbewahrt im Freiburger Münsterarchiv) und dann in einer weiteren Urkunde von 1456 (Stadtarchiv Freiburg).
Die erste Kapelle stand an dieser Stelle um 679 (Infotafel in der Brunnenkapelle). Um 1100 wurde eine neue Kapelle errichtet. 1503 stifteten der Freiburger Ratsherr Peter Sprung und seine Frau Elisabeth Zehenderin den Neubau der Ottilienkirche, die Weihe fand 1505 statt. Mehrere Kriege schädigten die Kirche schwer, im Dreißigjährigen Krieg wurde sie ab 1632 mehrfach von den Schweden geplündert. 1648 wurde sie wieder instand gesetzt. Die Altaraufbauten entstanden in den Jahren 1663/64. Bei der Belagerung Freiburgs durch den Herzog von Villars 1713 wurde sie so zerstört, dass sie 1714 großteils neu aufgebaut werden musste. Dabei wurde sie nach Westen vergrößert und die bis dahin freistehende Odilienquelle mit einer Gestaltung als Grotte in das Bauwerk integriert, so dass sie für die Besucher über die Kirche zugänglich ist. Die letzte Restaurierung fand in den Jahren 1966/1967 statt. Dabei wurden wertvolle mittelalterliche Fresken freigelegt, von denen lange Zeit und bis dahin nichts bekannt war.
1770 verfügte Kaiser Joseph II. in Wien die Schließung aller  Nebenkirchen und Kapellen und die Aufhebung der Eremitagen und Waldheiligtümer. Für die Freiburger Waldheiligtümer St. Ottilien, St. Wendelin, St. Valentin und die Lorettokapelle konnte die Schließung abgewendet werden. Deren Schließung war 1785 durch kaiserliches Dekret verfügt worden. Die Güter der Kapellen sollten 1788 an die Pfarrei Horben abgegeben werden. Der Protest der Bürgerschaft hatte Erfolg: 1791 kam der Bescheid, dass St. Ottilien wieder eröffnet werden durfte, und auch die anderen Kapellen blieben erhalten. Mit dem Hinweis auf dieses Dekret konnte auch die versuchte Schließung durch die Badische Regierung im Jahre 1807 abgewehrt werden. Das neue Bruderhaus wurde 1885/86 erbaut und 1889 wurde das heutige Wirtshaus als Ersatz für den abgebrannten Vorgängerbau errichtet.
2015 bis 2017 wurde die Kapelle mit einem Aufwand von 1,3 Millionen Euro saniert. Die Kosten wurden von der katholischen Gesamtkirchengemeinde getragen, ergänzt durch Spenden und Zuschüsse. Allein die Sanierung des Dachstuhls dauerte ein Jahr. Da die Kapelle durch die Quelle immer feucht ist, bekam sie eine automatisierte Belüftung über die Fenster und das neue Kirchengestühl hat beheizbare Sitzkissen.

## Ausstattung

### Innenraum
Im Chor stehen drei Barock-Altäre von 1663/64, die Kanzel ist von 1753. Die 1966/67 freigelegten Fresken aus dem frühen 16. Jahrhundert zeigen die Patrone der Kapelle, die Heiligen Odilia, Lucia und Jodokus sowie Szenen um Anna und Joachim, die Eltern Marias.

### Orgel
2017 erhielt die Kirche auch eine neue Orgel. Es handelt sich um ein Böhmisches Positiv, das die Orgelwerkstatt Wegscheider aus Dresden 2007 gefertigt hatte. Es hat im Chor der Kirche in der Nähe des Altars Platz gefunden. Das Instrument verfügt über ein Manual mit sechs Registern in folgender Disposition:
| Manual C–d3   |        |        |
| Gedackt       | 8′     | (Holz) |
| Flöte         | 4′     | (Holz) |
| Nasat (ab a)  | 2 ⁄3′  | (Zinn) |
| Principal     | 2′     | (Zinn) |
| Tertia (ab a) | 1 3⁄5′ | (Zinn) |
| Quinta        | 1 ⁄2′  | (Zinn) |

### Glocke
Die Kapelle hat keinen Turm, sondern lediglich einen Dachreiter. Hier hängt in einem historischen Holz-Glockenstuhl eine 58 kg schwere Bronze-Glocke, die 1892 vom Freiburger Glockengießer Johann Baptist Koch gefertigt wurde und auf den Schlagton a° gestimmt ist. Sie wird von Hand geläutet.

## Eigentumsverhältnisse
Die Wallfahrtskapelle ist Eigentum der Freiburger Münsterpfarrei. Das Gasthaus ging 1964 von der katholischen Pfarrgemeinde Maria-Hilf in Freiburg in das Eigentum der Erzdiözese über. Bis 1953 hatte es der Stadt Freiburg gehört. Die acht Kreuzwegkapellen gehören dem Münsterfabrikfonds und werden von der Gesamtkirchengemeinde Freiburg unterhalten.

## Nachweise
1. ↑  Peter Kalchthaler, Badische Zeitung, 5. Mai 2008
2. ↑  Infotafel in der Kapelle
3. ↑  Simone Lutz: Schlicht und schön - Freiburg - Badische Zeitung. Badische Zeitung, 15. Juli 2017, abgerufen am 15. Juli 2017.
4. ↑  Orgeln in Freiburg, abgerufen am 30. September 2017
5. ↑  Website Wegscheider, Opusliste S. 17, abgerufen am 15. Mai 2019
6. ↑  Orgelkonzerte Freiburger Münster – Orgel in St. Ottilien, abgerufen am 30. September 2017
7. ↑  Glockeninspektion Erzbistum Freiburg – Kath. Kapelle St. Ottilien in Freiburg
8. ↑  Franz Kern: Das Dreisamtal mit seinen Kapellen und Wallfahrten. Schillinger, Freiburg 1985, S. 16.